# Wienerfilharmonikernas nyårskonsert 1958
Wienerfilharmonikernas nyårskonsert 1958 räknas som den 18:e nyårskonserten från Wien och ägde rum den 1 januari 1958 i Wiens Musikverein. Den dirigerades för fjärde gången av Willi Boskovsky.

## Historia
Strikt räknat var det Wienerfilharmonikernas 13:e nyårskonsert, eftersom det inte var förrän 1946 som Josef Krips introducerade denna titel, som behölls 1947 och därefter. Dessutom var det den 19:e Årsskifteskonserten, för vid årsskiftet 1939/40 gavs det en Außerordentliches Konzert (extraordinär konsert) av Wienerfilharmonikerna, som dock ägde rum på nyårsafton 1939. Från 1941 dirigerades den av Clemens Krauss, med undantag för åren 1946 och 1947 då Krauss förbjöds att dirigera på grund av sin närhet till nazistregimen och ersattes av Josef Krips.
Efter Clemens Krauss död 1954 valdes Willi Boskovsky enhälligt av orkestermedlemmarna till positionen som permanent dirigent för Nyårskonserten, som han dirigerade för första gången 1955 (och fram till 1979). Willi Boskovsky är ihågkommen för att han dirigerade om inte hela, så åtminstone stora delar av konserten (mestadels valserna), med violinstråken och fiolen vilande på höften och upprepade gånger med sitt fiolspel förmådde orkestern att anamma hans speciella spelstil
förde den till hakan för att överföra sin egen violinrelaterade fart till orkestern.

## Förändring
1958 fick programmet den struktur som fortfarande gäller idag. Det fram till 1954 "fasta extranumret" Perpetuum mobile ändrades till ett flexibelt återkommande (och även offentligt obekant tidsmässigt när) extranummer i slutet av den andra delen, dvs. delen efter konsertpausen, och följdes av de två "fasta extranumren", valsen An der schönen blauen Donau av Johann Strauss den yngre och Radetzkymarsch av Johann Strauss den äldre.
Nyårskonserten 1958 var också en slags "repetitionsövning" för den årliga TV-sändningen som började 1959, och som fram till 1990 endast inkluderade den 2:a delen av nyårskonserten (den 1:a delen kunde då bara höras på radion). I slutändan var denna konsert också avsedd att testa om de 75 minuter som avsågs för TV-sändningen också kunde kvalificera sig för en "direktsändning".
Medan Willy Boskovsky och orkestern var involverad i förberedelserna för denna "testkörning" i december 1958, var publiken ovetande om något av detta. Eftersom resultatet 1958 var positivt startade den första TV-sändningen av 2:a delen av en nyårskonsert den 1 januari 1959 januari.

## Program

### 1:a delen
1. Johann Strauss den yngre: Rosen aus dem Süden, vals, op. 388
2. Josef Strauss: Heiterer Muth, Polka française, op. 281
3. Josef Strauss: Eislauf, Polka schnell, op. 261
4. Johann Strauss den yngre: Wiener Bonbons, vals, op. 307
5. Josef Strauss: Die Schwätzerin, Polka mazur, op. 144
6. Johann Strauss den yngre: Éljen a Magyár, Schnell-Polka, op. 332

### 2:a delen
1. Johann Strauss den yngre: Ouvertyr till operetten Der Zigeunerbaron
2. Johann Strauss den yngre: Wiener Blut, vals, op. 354
3. Johann Strauss den yngre: Neue Pizzicato-Polka, op. 449
4. Johann Strauss den yngre: Liebeslieder, vals, op. 114
5. Johann Strauss den yngre: Explosions-Polka, Polka schnell (sic), op. 43* **
6. Johann Strauss den yngre: Champagner-Polka, Musikalischer Scherz, op. 211 *

### Extranummer
1. Johann Strauss den yngre: Auf der Jagd, Polka schnell, op. 373
2. Johann Strauss den yngre: An der schönen blauen Donau, vals, op. 314
3. Johann Strauss den äldre: Radetzkymarsch, op. 228

Verkförteckningen och verkens ordning finns på Wienerfilharmonikernas webbplats.
De verk markerade med * stod för första gången på programmet till en Nyårskonsert.
**Explosions-Polka är ingen Polka schnell (Snabbpolka) i egentlig mening, den beteckningen användes av Johann Strauss den yngre först med op. 281 (Vergnügungszug (Polka schnell)).